# Dar al-Harb
Dar al-Harb (ar. دار الحرب, 'kuća rata'), prema islamskoj podjeli svijeta obuhvaća države koje nemaju ugovor o nenapadanju ili miru s muslimanima (države koje imaju nazivaju se dar al-'Ahd ili dar al-Sulh). Ovaj se pojam ne pojavljuje u Kuranu ni u hadisima. Prema nekim stručnjacima, pojam 'dom rata' nije sugestija za tretman neislamskih zemalja, već jednostavno opis tretmana koji su muslimani trpjeli izvan islamskih zemalja.
Prema Majidu Khadduriju, dihotomija između dar al-Islama i dar al-Harba uvedena je poslije poraza Omejidskoga kalifata u Bitci kod Poitiersa 732. godine, koja je spriječila širenje islama prema sjeveru uz istovremeni prestanak širenja prema istoku. Wahbah al-Zuhayli tvrdi da je koncept dar al-Harba uglavnom povijestan: »Postojanje Dār al-Islāma i Dār al-Ḥarba u suvremenom dobu rijetko je ili iznimno ograničeno. To je zato što su islamske države pod okriljem Ujedinjenih naroda, koji nalažu da odnosi između država moraju biti mirovni umjesto ratni. Zbog toga su nemuslimanske države Dār al-‘Ahd...«
Prema Abuu Hanifi, tri su uvjeta za povijesnu klasifikaciju države kao dar al-Harb:
1. otvoreno uvođenje zakona nemuslimanskih naroda bez da se provodi ijedan zakon islama
2. graničenje s drugom državom koja se smatra dar al-Harb
3. stanje u kojemu niti jedan musliman ne uživa jednaku sigurnost kao prije vlasti nemuslimana.

Svrha te razlike bila je, tvrdi on, identifikacija zemlje kao sigurne ili opasne za muslimane. Stoga ako zemlja muslimanima pruža sigurnost i u njoj nisu u strahu, ta zemlja ne može biti dar al-Harb.
Tijekom europske kolonizacije, status koloniziranih zemalja poput Britanske Indije bio je predmet rasprave. Neki su tvrdili da ona pripada dar al-Harbu, no nije bilo naznaka da bi muslimanu zbog toga trebali nad kolonizatorima vršiti džihad.